# Norbert Berliński
Norbert Stanisław Berliński (ur. 25 sierpnia 1938 w Równem, zm. 2 października 2011 w Elblągu) – polski inżynier, działacz partyjny i państwowy, prezydent Elbląga (1981–1986). 

## Życiorys

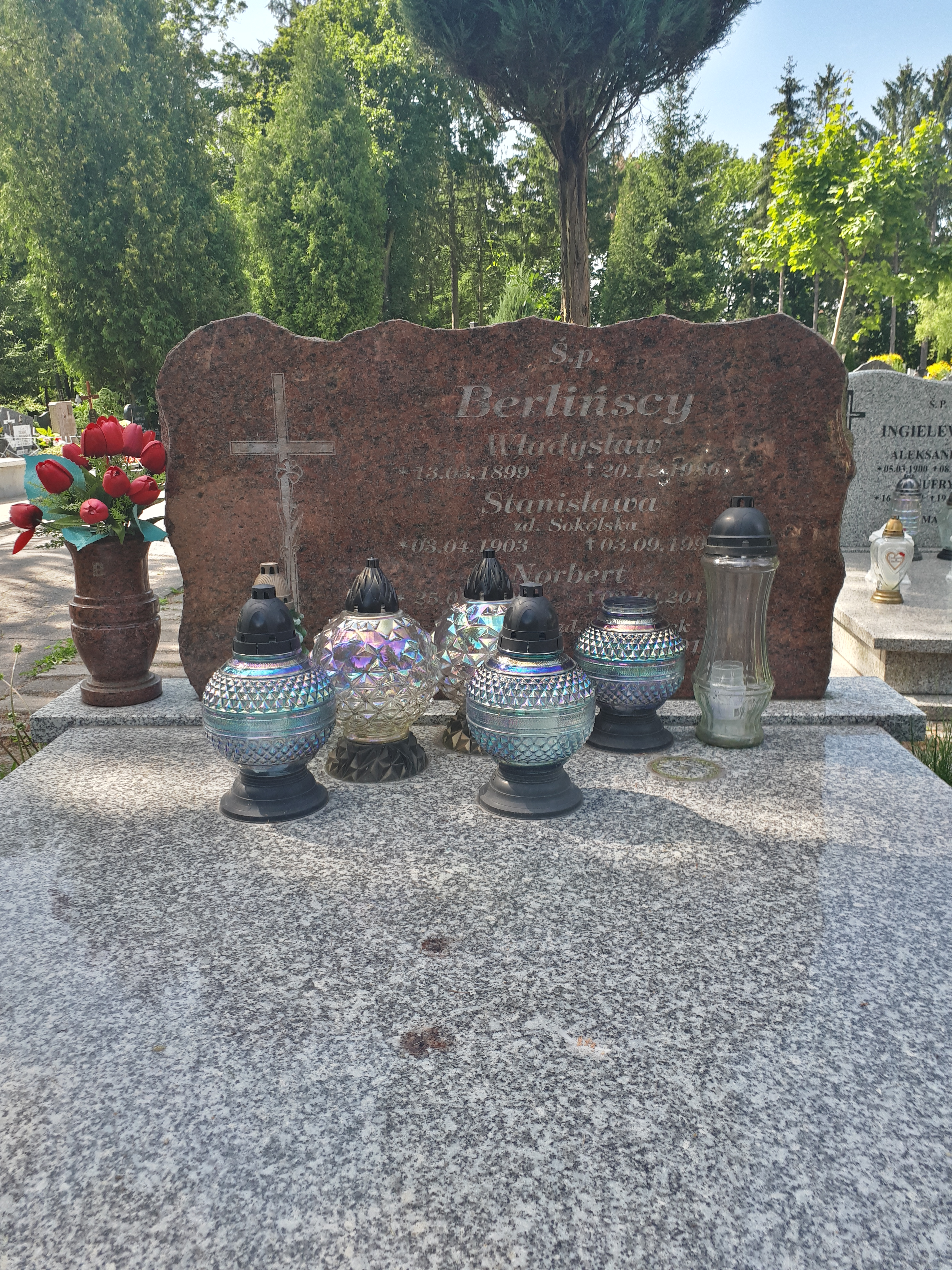
Grób Norberta Berlińskiego na Cmentarzu Komunalnym Agrykola w Elblągu

Ukończył studia na Politechnice Częstochowskiej, następnie studiował podyplomowo na Politechnice Szczecińskiej. Zatrudniony na różnych stanowiskach w przedsiębiorstwie „Zamech” oraz „Elzam” i „Elzamet” (w ostatnim przypadku jako prezes zarządu). 
W latach 1981–1986 sprawował funkcję prezydenta Elbląga. Był radnym Rady Miejskiej Elbląga III kadencji (1998–2002). W wyborach w 2006 ubiegał się o mandat radnego miasta z listy koalicji Lewica i Demokraci. Wszedł do rady na miejsce Janusza Nowaka z SLD.
Pełnił obowiązki prezesa Zakładu Produkcyjno-Usługowego-Elzamet-Sp. z o.o.. Wcześniej był m.in. prezesem Aeroklubu Elbląskiego. 
Zmarł 2 października 2011 w Elblągu i został pochowany pięć dni później na cmentarzu Agrykola.

## Odznaczenia
- Krzyż Kawalerski Orderu Odrodzenia Polski (2003)[6]
- Złoty Krzyż Zasługi
- Srebrny Krzyż Zasługi
- odznaka „Zasłużony dla miasta Elbląga”